# Picrasma crenata
Picrasma crenata là một loài thực vật có hoa trong họ Thanh thất. Loài này được Engl. in Engl. & Prantl miêu tả khoa học đầu tiên năm 1896.